# リンヴァル・ディクソン
リンヴァル・ディクソン（Linval Dixon、1971年9月14日 - ）は、ジャマイカの元サッカー選手。元ジャマイカ代表。ポジションはディフェンダー。

## 来歴
1993年にジャマイカ代表デビュー。CONCACAFゴールドカップに3回出場した。1998 FIFAワールドカップ・北中米カリブ海予選・最終予選では9試合に出場、史上初のワールドカップ出場権を獲得した。1998 FIFAワールドカップではメンバーに選ばれたが、出場機会は無かった。2003年までに127試合に出場、3得点をあげた。

## 代表歴

### 出場大会
- ジャマイカ代表
  - 1998 FIFAワールドカップ

### 試合数
- 国際Aマッチ 127試合 3得点（1993年-2003年）[1]

| ジャマイカ代表 | 国際Aマッチ | 国際Aマッチ |
| 年             | 出場        | 得点        |
| -------------- | ----------- | ----------- |
| 1993           | 9           | 0           |
| 1994           | 1           | 0           |
| 1995           | 18          | 1           |
| 1996           | 21          | 0           |
| 1997           | 23          | 2           |
| 1998           | 11          | 0           |
| 1999           | 5           | 0           |
| 2000           | 14          | 0           |
| 2001           | 13          | 0           |
| 2002           | 6           | 0           |
| 2003           | 6           | 0           |
| 通算           | 127         | 3           |